# Казаков, Игнатий Николаевич
Игна́тий Никола́евич Казако́в (1891, Твардица, Бендерский уезд, Бессарабская губерния — 15 марта 1938, Московская область) — советский врач и учёный-медик, директор Государственного научно-исследовательского института обмена веществ и эндокринных расстройств Наркомздрава СССР.

## Биография
Из болгарской семьи. Разрабатывал теорию и практику «лизатотерапии» как методики омоложения организма. Лечил высокопоставленных партийных и советских работников.
Арестован 14 декабря 1937 года по обвинению в участии в контрреволюционной антисоветской организации. 13 марта 1938 года в ходе процесса антисоветского «право-троцкистского блока» (Третий Московский процесс) приговорён к высшей мере наказания и 15 марта расстрелян и похоронен на полигоне «Коммунарка» (Московская область). Реабилитирован 4 февраля 1988 года.
Казакову вменялось в вину умерщвление (совместно с доктором медицинских наук Львом Левиным)  председателя ОГПУ Вячеслава Менжинского по приказу Генриха Ягоды.
Согласно агентурным данным НКВД, в семье профессора Г. Н. Сперанского во время суда над ним такими словами характеризовали Казакова: «Этот проходимец не имел даже медицинского образования, но ему посчастливилось попасть на метод лечения лизатами, и он за него ухватился. Человек совершенно необразованный, невежественный, с азартом принялся за врачевание и, ничего не понимая, стал лечить направо и налево. Весь медицинский мир ополчился на него, то есть его невежественность била в глаза. Но Казаков сумел представить дело так, как будто его затирают „жрецы“, ему завидуют и не дают хода. Сотни случаев неудачных лечений затушевывались единичными удачами. У него были покровители среди видных большевиков, которым он помогал молодиться всеми доступными, разрешенными и неразрешенными средствами… Даже такие случаи, как смерть в результате казаковской прививки известного артиста Степана Кузнецова, не открыла глаза, и Казакову была предоставлена целая больница и миллион денег».
Из воспоминаний супруги Гронского: «Казакова арестовали. У Ивана был крупный разговор со Сталиным по поводу освобождения Игнатия Николаевича. Иван резко говорил со Сталиным. Звонил и Молотову, и Микояну, и Калинину — результата не добился. Казакову дали двадцать лет заключения».